# Écosystèmes de la Colombie-Britannique
Pour un article plus général, voir Géographie de la Colombie-Britannique.

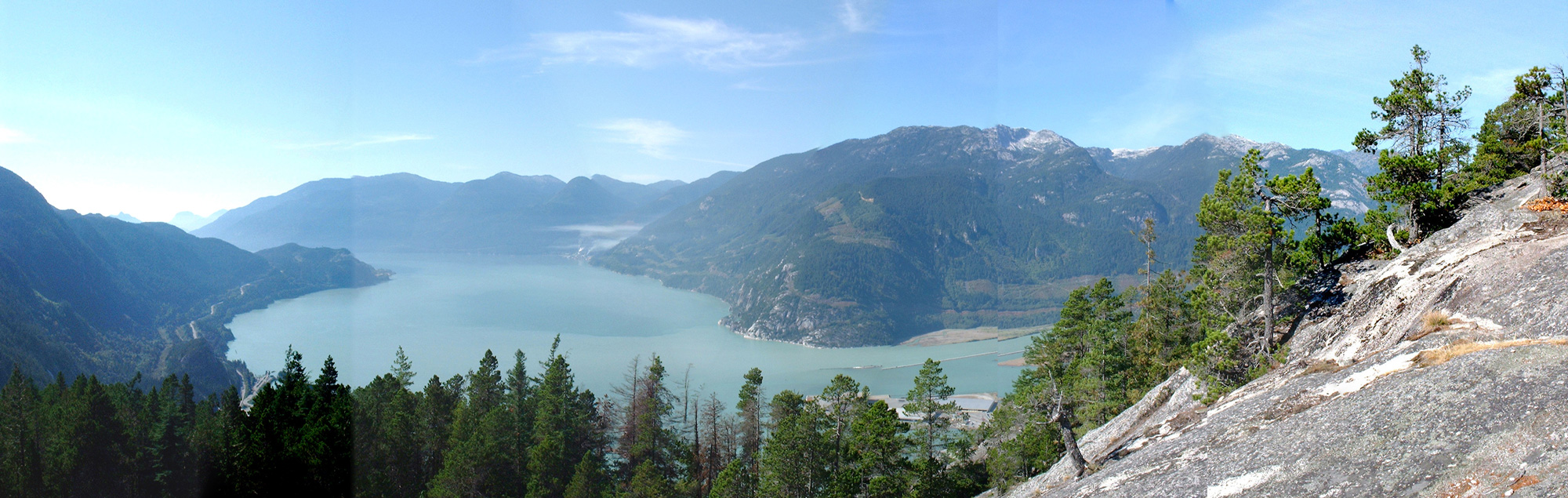
Un paysage de Colombie-Britannique, vu depuis le Stawamish Chief à Squamish (photo : Thom Quine, 19 novembre 2005)

Localisation de la Colombie-Britannique

La Colombie-Britannique est la province qui est située la plus au sud-ouest  du Canada. Elle est principalement dominée par des chaînes montagneuses recouvertes de vastes forêts, tandis que ses côtes sont découpées de nombreux fjords qui abritent des eaux profondes. Les îles sont particulièrement nombreuses et l'une d'entre elles, l'île de Vancouver, a une très grande superficie.
La Colombie-Britannique est une province vaste et diverse, tant dans sa géographie physique que par les écosystèmes qui y sont présents. Si globalement on peut la définir  comme une région montagneuse et forestière, au climat frais et humide, la province comprend également des zones avec des types de relief et climats différents.
En ce qui concerne le relief, on trouve des plateaux, des plaines et des bassins sédimentaires, en plus des formations montagneuses ; tandis qu'en matière de climats on trouve également, en plus du climat océanique, des climats méditerranéen, semi-aride, sub-arctique ou alpin. Les forêts sont dominantes dans la végétation, cependant il existe également de grandes prairies, des zones humides ainsi que des étendues de broussailles ou de toundra.
La plupart des types de sols connus peuvent être rencontrés en Colombie-Britannique.
La Colombie-Britannique n'a commencé à être urbanisée que vers la fin du XIXe siècle. Aujourd'hui encore la plus grande partie de son territoire a conservé son caractère sauvage et vierge. Le climat et la morphologie de ses paysages font de la Colombie-Britannique un ensemble d'écosystèmes particulièrement remarquables.

## Influence de la géomorphologie sur le climat

Les grandes régions physiographiques de la Colombie-Britannique

La Colombie-Britannique est marquée par deux éléments déterminants : les montagnes et la mer.
Surgissant de l'océan Pacifique, deux chaînes montagneuses globalement parallèles, découpées de vallées et de fjords aux parois pentues, s'étirent le long de la côte. L'environnement côtier est ainsi caractérisé par les courants d'air océaniques, doux et humides, en direction de l'est qui s'écoulent au-dessus de ces montagnes. Lorsque cet air s'élève le long des pentes des montagnes, son humidité se précipite sous forme de pluie ou de neige, produisant le climat le plus humide du Canada et les terres forestières les plus productives.
Plus à l'est les montagnes côtières cèdent la place à un vaste plateau, le plateau Intérieur (Interior Plateau) et à des montagnes moins élevées. L'air du Pacifique qui a été asséché se retrouve alors sous l'influence des masses d'air continentales produisant ainsi un climat continental avec des extremums de température et de précipitations plus marqués. Les climats les plus secs se trouvent dans le sud du plateau Intérieur, à l'est des montagnes côtières.
Dans le sud-est, l'air du Pacifique perd à nouveau son humidité lorsqu'il s'élève au-dessus des monts Columbia et des Rocheuses créant une zone d'humidité intérieure.
Le coin nord-est de la province est formé de plaines légèrement ondulées et subit un climat continental froid.

## Classification écologique

### Système de classification
Le ministère de l'Environnement de Colombie-Britannique (Ministry of Environnement) utilise une classification sur cinq niveaux qui délimitent des portions continues de territoires présentant des similarités climatiques et physiographiques, de plus en plus petites et de plus en plus uniformes, :
- Écodomaine (ecodomain) : un territoire ayant globalement une uniformité climatique
- Écodivision (ecodivision) : une sous-division d'un écodomaine ayant globalement une uniformité physiographique
- Écoprovince (ecoprovince) : une sous-division d'une écodivision présentant une cohérence du point de vue de la plaque tectonique
- Écorégion (ecoregion) : une sous-division d'une écoprovince présentant des différentiations physiographique majeure et macroclimatique mineure
- Écosection (ecosection) : une sous-division d'une écorégion présentant des différentiations physiographique et macroclimatique mineures

L'écodomaine et l'écodivision délimitent de larges portions de la Colombie-Britannique, ces niveaux sont utilisés pour décrire globalement l'ensemble de la province. L'écoprovince, l'écorégion et l'écosection sont plus petites et sont utilisées à un niveau plus local, l'écosection est l'unité la plus élémentaire de cette classification.
Il existe également une classification en zones bio-géoclimatiques par regroupement d'écosections. Ces écosections ne sont pas forcément adjacentes et une zone bio-géoclimatique ne représente donc pas un territoire continu, mais un ensemble de parcelles disséminées géographiquement.

### Classement des écosystèmes

#### Écodomaines et écodivisions

Écodomaines de la Colombie-Britannique

La Colombie-Britannique comprend trois écodomaines terrestres et un écodomaine maritime, ces écodomaines sont eux-mêmes divisés en sept écodivisions.
- Écodomaines terrestres :
  - Tempéré humide (Humid Temperate), inclut deux écodivisions : Maritime humide et terres élevées (Humid Maritime and Highlands), Continental humide et terres élevées (Continental Humid and Highlands).
  - Sec (Dry), inclut une seule écodivision : Terres élevées de steppe semi-aride (Semi-Arid Steppe Highlands).
  - Polaire (Polar), inclut trois écodivisions : Terres élevées subarctiques (Sub-Arctic Highlands), Subarctique (Sub-Arctic), Boréal (Boreal).

- Écodomaine maritime :
  - Océanique frais (Cool Oceanic), inclut une seule écodivision : Pacifique subarctique (Sub-Arctic Pacific)

#### Écoprovinces

Écoprovinces de la Colombie-Britannique

La Colombie-Britannique comprend une écoprovince océanique, sept écoprovinces terrestres et deux écoprovinces mixtes (maritimes/terrestres).
- Écoprovince océanique : Pacifique nord-est (Northeast Pacific)
- Écoprovinces terrestres : Centre intérieur  (Central Interior), Sud intérieur (Southern Interior), Intérieur sub-boréal (Sub-Boreal Interior), Plaines boréales (Boreal Plains), Montagnes du sud de l'intérieur (Southern Interior Mountains), Montagnes boréales du nord (Northern Boreal Mountains), Plaines de la taïga (Tiaga Plains)
- Écoprovinces mixtes : Côtes et montagnes (Coast and Mountains), Dépression de Géorgie (Georgia Depression)

#### Autres divisions
La Colombie-Britannique comprend 46 écorégions dont 42 sont terrestres et 4 sont maritimes.
Elle comprend 116 écosections qui varient depuis les unités purement terrestres aux unités purement maritimes.

### Zones bio-géoclimatiques
Une zone bio-géoclimatique regroupe les écosections ayant les mêmes caractéristiques climatiques, physiographiques et géologiques, entraînant des conditions comparables pour le développement des espèces vivantes. Ces écosections ne sont pas forcément adjacentes, une zone bio-géoclimatique ne définit donc pas un territoire continu mais regroupe l'ensemble des portions de territoire ayant les mêmes caractéristiques.
Le ministère des Forêts de Colombie-Britannique a défini 14 zones bio-géoclimatiques au sein de la province, elles sont dénommées d'après les espèces d'arbres ou le type de végétation dominants :
- Zone côtière du sapin de Douglas (Coastal Douglas-fir Zone, code : CDF)

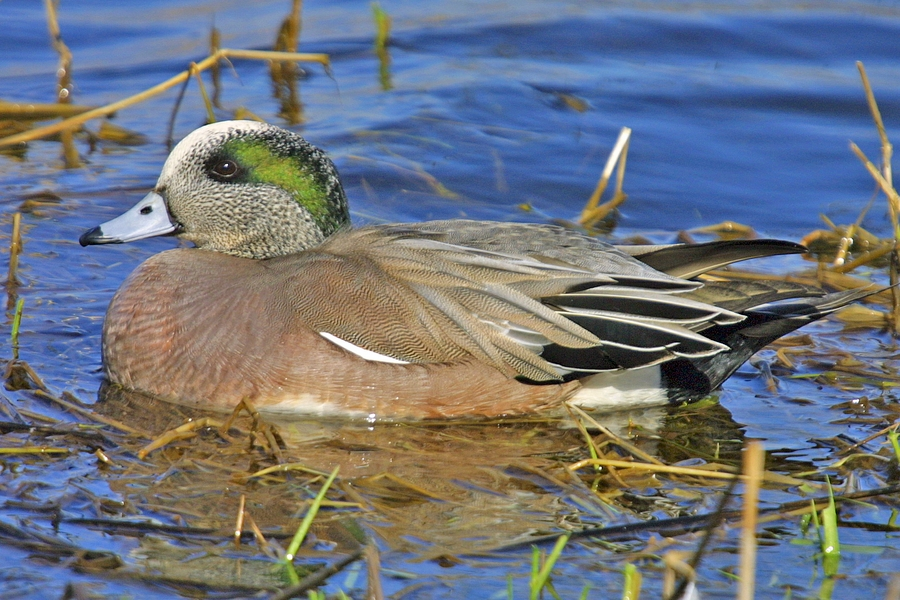
Un canard d'Amérique à Port Coquitlam (Alan D. Wilson, 2004, Nature's Pics)

Cette zone est limitée à une petite partie du sud-est de l'île de Vancouver, à plusieurs iles du détroit de Géorgie et à une étroite bande de la côte continentale adjacente. Elle est confinée à des altitudes généralement inférieures à 150 mètres. On trouve des zones de même type aux États-Unis, dans l'État de Washington (Puget Sound et îles de San Juan) et dans l'Oregon (vallée Willamette).
La zone est soumise à des hivers humides et à des étés chauds et secs. Les données de long terme disponibles montrent que la température moyenne annuelle varie entre 9,2 et 10,5 °C et que les précipitations annuelles sont comprises entre 647 et 1 263 mm. La neige tombe rarement et elle ne tient généralement pas plus d'une semaine.
La variété locale du sapin de Douglas (Pseudotsuga menziesii var. menziesii) est l'arbre le plus commun dans la zone, il est fréquemment accompagné du thuya géant de Californie, du sapin de Vancouver, de l'arbutus menziesii (Pacific padrone), du chêne de Garry (chêne blanc de l'Oregon) et de l'aulne rouge.
Parmi les grands ongulés sauvages, le plus fréquent dans la zone est le cerf à queue noire. Avant le développement de l'agriculture et la construction de lieux d'habitation, on y trouvait aussi le cerf de Roosevelt. L'ours noir et le cougar sont également présents, mais sont éliminés lorsqu'ils pénètrent dans les zones urbaines. Le loup gris pénètre occasionnellement dans la zone à la recherche des cerfs.
De nombreuses espèces d'oiseaux marins passent l'hiver dans les estuaires ou les étendues d'eau abritées : canard colvert, canard d'Amérique, fuligule à tête noire, arlequin plongeur, cygne trompette, garrot albéole, harle couronné, goéland d'Audubon, goéland à ailes grises et goéland de Californie. Seules quelques espèces se reproduisent dans la zone : le grand Héron, le canard colvert et la bernache du Canada sédentaire qui a été ré-introduite.
- Zone côtière de la pruche de l'ouest (Coastal Western Hemlock Zone, code : CWH)

Cette zone englobe les terrains d'altitudes basses à moyennes situés principalement à l'ouest des massifs montagneux, le long de la totalité du littoral de la province ; elle se poursuit en Alaska ainsi que dans l'État de Washington et en Oregon. La zone comprend l'île de Vancouver, les îles de la Reine-Charlotte et la Chaîne Côtière. Par endroits elle traverse la barrière montagneuse en suivant les vallées principales, notamment le long du Fraser et de la Skeena. L'altitude de la zone varie du niveau de la mer jusqu'à environ 900 mètres sur les pentes face au vent dans le sud et à mi-côte (1050 mètres pour les pentes sous le vent), et jusqu'à 300 mètres dans le nord.
C'est, en moyenne, la zone la plus pluvieuse de la province. Les étés y sont frais et les hivers tempérés. La température annuelle moyenne est d'environ 8 °C et s'étend de 5,2 à 10 °C selon les endroits. Les précipitations annuelles s'élèvent à 2 228 mm. Moins de 15 % des précipitations tombent sous forme de neige, mais ce pourcentage s'élève jusqu'à 40 à 50 % dans le nord de la zone.
La pruche de l'ouest est l'espèce prédominante dans les forêts de la zone, où elle est souvent associée à la mousse plate (pseudotaxiphyllum elegans). Le thuya géant de Californie est également très fréquent au sud de la latitude de 56° N. Le sapin de Douglas est surtout abondant dans les places les plus sèches.
Du fait de sa localisation et de sa répartition, depuis le niveau de la mer jusqu'à l'altitude de 1050 mètres et depuis le sud de l'île de Vancouver et les basses terres du Fraser jusqu'à l'Alaska au nord, la zone regroupe des territoires variés : petites îles, plaines côtières, estuaires, surfaces rocheuses, hautes terres moutonnées, montagnes pentues aux roches apparentes.  La zone est probablement celle qui présente la plus grande diversité biologique de toute la province. Les basses terres du Fraser abritent le plus grand nombre d'espèces d'oiseaux, d'amphibiens et de reptiles de toute la Colombie-Britannique. Le cerf à queue noire, l'ours noir, le grizzly et le loup sont les grands mammifères les plus nombreux dans la zone qui accueille également la quasi-totalité des habitats où nichent les colonies d'oiseaux aquatiques de la province.
- Zone montagneuse de la pruche (Mountain Hemlock Zone, code : MH)

Cette zone s'étend le long de la côte, depuis l'Alaska Panhandle au nord et jusqu'en Washington et en Oregon au sud, sur des terres dont les altitudes varient de 900 à 1800 mètres au sud et de 400 à 100 mètres au nord. La zone est comprise principalement dans la Chaîne Côtière sur le continent et sur les montagnes insulaires de l'île de Vancouver et des îles de la Reine-Charlotte, au-dessus de la zone côtière de la pruche de l'ouest.
La zone est dotée d'un climat subalpin caractérisé par des étés courts et frais et des hivers frais et humides, avec une profonde couverture neigeuse pendant plusieurs mois. Selon les endroits, la température annuelle moyenne est comprise entre 0 et 5 °C. Les précipitations annuelles sont estimées de 1700 à 5 000 mm, dont 20 à 70 % de neige.
- Zone de la prairie (Bunchgrass Zone, code : BG)

Cette zone englobe les prairies qui recouvrent les basses altitudes (en dessous de 700 à 1000 mètres) de la plus grande partie des vallées intérieures du sud de la province.
Le climat de la zone est caractérisé par des étés chauds et secs et des hivers modérément froids avec assez peu de chutes de neige. Les hivers sont progressivement de plus en plus froids lorsqu'on se déplace vers le nord et l'ouest à l'intérieur de la zone. Les mois les plus humides sont décembre et janvier, avec un second pic de précipitations au mois de juin.
- Zone du pin ponderosa (Ponderosa Pine Zone, code : PP)

La zone comprend les basses altitudes (de 335 à 900 mètres) le long des vallées particulièrement sèches du plateau intérieur de la Colombie-Britannique.
C'est la zone la plus sèche et en été, la zone forestière la plus chaude. La température annuelle moyenne varie de 4,8 à 10 °C selon les endroits. Les étés sont très doux avec une température moyenne en juillet comprise entre 17 et 22 °C. Les précipitations annuelles moyennes se situent entre 280 à 500 mm, dont 15 à 40 % de neige.
- Zone de l'intérieur du sapin de Douglas (Interior Douglas-fir Zone, code : IDF)

Cette zone domine les basses à moyennes altitudes  du centre-sud de l'intérieur de la Colombie-Britannique (entre 49° et 52° 30′ de latitude nord). La zone se prolonge au sud dans les états américains de Washington, Oregon, Idaho et Montana. Les altitudes les plus basses de la zone se situent entre 300 mètres (dans les vallées) et 600 mètres, alors que les altitudes les plus élevées sont comprises entre 900 et 1450 mètres.
Le climat y est continental avec des étés doux et secs, une longue période favorable à la végétation et des hivers frais. Le principal facteur contrôlant le climat de la zone provient de l'effet de barrière produit par les montagnes environnantes (Chaîne Côtière, North Cascades et montagnes Columbia) vis-à-vis des vents d'est dominants. La température annuelle moyenne varie entre 1,6 et 9,5 °C selon les endroits et les précipitations annuelles moyennes sont comprises entre 300 et 750 mm, dont 20 à 50 % sous forme de neige.
- Zone de l'intérieur du cèdre et de la pruche (Interior Cedar - Hemlock Zone, code : ICH)

Cette zone englobe les altitudes basses et moyennes (400 à 1500 mètres) du sud de la province (de 49° à 54° 15′ de latitude), sur les pentes les plus basses des monts Columbia ainsi que sur les pentes occidentales (face au vent dominant) du continental divide dans l'axe des Rocheuses. La zone se prolonge dans la partie est de l'État de Washington, dans l'Idaho et dans l'ouest du Montana.
Le climat de la zone est continental et dominé par les mouvements des masses d'air en direction de l'est. La zone est l'une des plus humides de l'intérieur de la province.
Les facteurs écologiques qui influencent le plus la vie des espèces sauvages sont les longs hivers froids et neigeux, les étés chauds et secs ainsi que les forêts denses de conifères (pruche de l'ouest, cèdre rouge) et les vallées profondes et étroites. Les grizzlys et les ours noirs sont les grands mammifères les plus fréquents dans la zone, ils y trouvent en abondance la nourriture qui leur convient, qu'il s'agisse des baies sauvages (myrtilles et airelles) ou des saumons qui viennent y pondre.
- Zone montagneuse de l'épicéa (Montane Spruce Zone, code : MS)

Cette zone comprend les altitudes moyennes (entre 1100 et 1700 mètres) entre les latitudes de 49° et 53° nord. Elle s'étend depuis les limites nord du plateau Fraser jusqu'à la frontière avec les États-Unis et plus spécifiquement :
- sur le sud du plateau intérieur,
- sur les pentes de la Chaîne Côtière et de la chaîne des Cascades protégées des vents dominants,
- sur la partie sud des Rocheuses et de la Rocky Mountain Trench (en français : le sillon des Rocheuses, grande dépression géologique parallèle à l'axe des Rocheuses).

Le climat de la zone est continental avec des hivers froids et des étés doux et relativement courts. La température annuelle moyenne est comprise entre 0,5 et 4,7 °C tandis que les précipitations annuelles moyennes s'étagent entre 380 et 900 mm.
L'épicéa et le sapin subalpin (ou sapin des rocheuses) sont très fréquents dans la zone. Certaines parties de la zone sont couvertes par des populations de pins tordus en cours de colonisation, à la suite des incendies de forêts.
Ces pins tordus fournissent un abri pour les élans et les cerfs à queue noire en été et à l'automne. La plupart des ongulés quitte la zone en hiver pour des altitudes plus basses du fait des fortes quantités de neige. Seuls le caribou et occasionnellement l'élan y restent en hiver. Le pic à dos rayé et le pic à dos noir sont fréquemment observées dans la zone.
Les bandes ripariennes le long des rivières et les quelques étendues d'eau douce au milieu des forêts plus sèches, sont des habitats précieux pour un grand nombre d'espèces de mammifères, d'oiseaux ou d'amphibiens. Elles servent en effet de refuge au cerf à queue noire et à l'élan qui viennent y mettre bas et élever leurs petits, tandis que les oiseaux aquatiques (cincle d'Amérique, arlequin plongeur) nagent dans les courants rapide. Parmi les amphibiens, on peut citer les grenouilles (rana luteiventris), les crapauds (crapaud boréal) et les salamandres (ambystoma macrodactylum).
- Zone sub-boréale du pin et de l'épicéa (Sub-Boreal Pine - Spruce Zone, code : SBPS)

Cette zone est présente sur le haut plateau dans le centre-ouest de l'intérieur de la province, au sud et à l'ouest de la zone sub-boréale de l'épicéa, sous l'influence des vents qui ont été asséchés par les pentes de la Chaîne Côtière. Elle est principalement située dans la région Chilcotin.
Les altitudes dans la partie nord sont principalement étalées entre 850 et 1300 mètres, tandis qu'au sud et à l'ouest, près de la Chaîne Côtière, elles varient entre 1000 et 1500 mètres.
Le climat de la zone est continental et caractérisé par des hivers froids et secs et des étés frais et secs. Les gelées nocturnes sont fréquentes en toutes saisons.
Les paysages sont essentiellement constitués de forêts de conifères, avec une forte prédominance de pins tordus.
On trouve quelques grands mammifères qui arrivent à vivre malgré les conditions difficiles de cette zone : les élans se nourrissent des arbustes des bandes ripariennes, les caribous recherchent le lichen dans les forêts de pins et les ours passent l'hiver en hibernation. Les zones humides de la zone constituent un habitat privilégié pour les oiseaux marins (grues du Canada, petits limicoles, canards plongeurs ou de surface). La seule zone de nidification du pélican d'Amérique en Colombie-Britannique se situe dans cette zone, sur le lac Stum qui est devenu un parc provincial de 2763 hectares depuis 1971.
- Zone sub-boréale de l'épicéa (Sub-Boreal Spruce Zone, code : SBS)

Cette zone est constituée par la région montagneuse qui domine les paysages du centre intérieur de la province. Le climat y est continental et est caractérisé par des hivers rigoureux et neigeux et des étés courts relativement doux et humides. Les précipitations annuelles sont modérées.
- Zone sub-alpine du sapin et de l'épinette d'Engelmann (Engelmann Spruce - Subalpine Fir Zone, code : ESSF)

Cette zone correspond à l'étage subalpin dans la plus grande partie du sud de l'Intérieur (portions montagneuses les plus élevées encore recouvertes de forêts). On la trouve en dessous de la zone de toundra alpine dans les Rocheuses canadiennes, les montagnes Columbia, les versants est de la chaîne Côtière et les parties méridionales des montagnes Skeena et Omineca. Les altitudes où l'on trouve la zone se situent entre 1200 et 2100 mètres au sud-ouest, de 1500 à 2300 mètres au sud-est et de 900 à 1700 mètres dans le nord. Les terrains concernés sont typiquement situés sur des montagnes pentues et abruptes.
- Zone boréale de l'épinette blanche et de l'épinette noire (Boreal White and Black Spruce Zone, code : BWBS)
- Zone de l'épicéa, du saule et du bouleau (Spruce - Willow - Birch Zone, code : SWB)
- Zone de toundra alpine (Alpine Tundra Zone, code : AT)

À ces 14 zones, on peut également ajouter la zone humide ne dépendant pas des marées (non-tidal wetland).

## Végétation

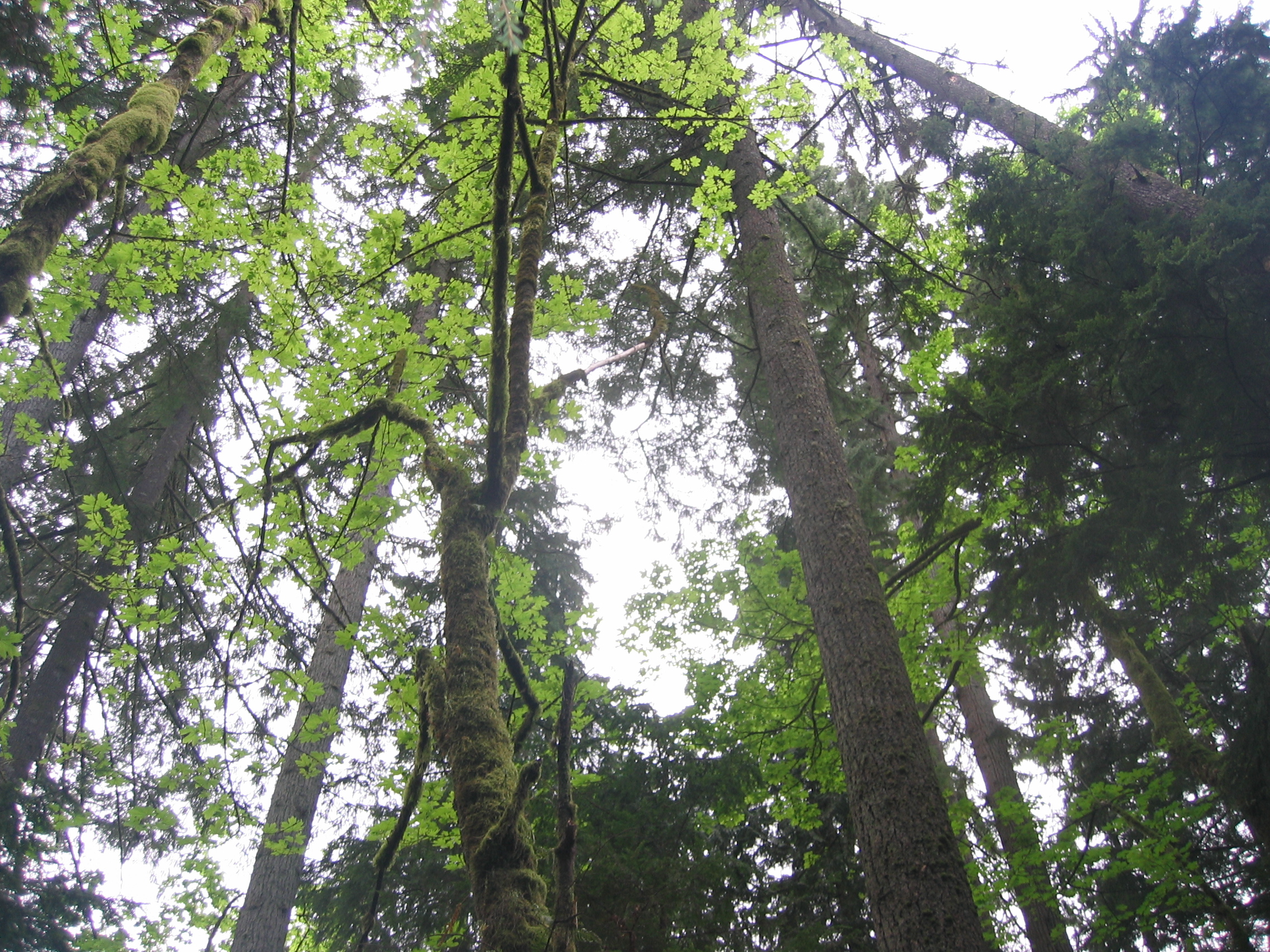
Érables de l'Oregon près de la Capilano River

La Colombie-Britannique est particulièrement renommée pour certains arbres comme le sapin de Douglas, l'épicéa de Sitka, la pruche de l'Ouest, l'érable à grandes feuilles (aussi appelé érable de l'Orégon) et le chêne blanc de l'Oregon. La province est aussi renommée pour ses fleurs notamment les orchidées, mais aussi pour la fleur du cornouiller du Pacifique, aussi appelée cornouiller de Nuttall, (Pacific Dogwood) qui a été choisie comme emblème floral.
Les forêts recouvrent 64 % de la surface de la province. 
La région côtière est presque complètement recouverte de forêt, son climat tempéré et humide favorise notamment la croissance du thuya géant, du sapin de Douglas, de la pruche de l'ouest, du sapin gracieux et de l'épicéa de Sitka. Le climat plus sec du plateau Intérieur est favorable au pin tordu qui est l'essence la plus répandue dans la province. Le nord de la Colombie-Britannique, au climat plus rude, est recouvert de forêts d'épinettes, de peupliers faux-trembles, de pins et d'arbustes.
Depuis le début des années 2000, la Colombie-Britannique subit une pullulation de la dendroctone du pin ponderosa, un coléoptère dont la larve se nourrit dans et sous l'écorce des pins, notamment le pin ponderosa. Cette infestation est considérée par les autorités de la province, comme un problème particulièrement important et plusieurs plans d'action ont été mis en œuvre pour lutter contre elle.

## Faune
La Colombie-Britannique est particulièrement renommée pour la présence de nombreuses espèces d'animaux sauvages, notamment les oiseaux marins, les saumons et les ours. Le ministère de l'environnement de la province estime que 1138 espèces de vertébrés y vivent (dont 488 espèces d'oiseaux, 468 espèces de poissons et 142 espèces de mammifères), ainsi qu'entre 50 000 et 70 000 espèces d'invertébrés (dont 35 000 espèces d'insectes). On dénombre 24 espèces de mammifères qui sont exclusives de la province.

### Oiseaux de Colombie-Britannique

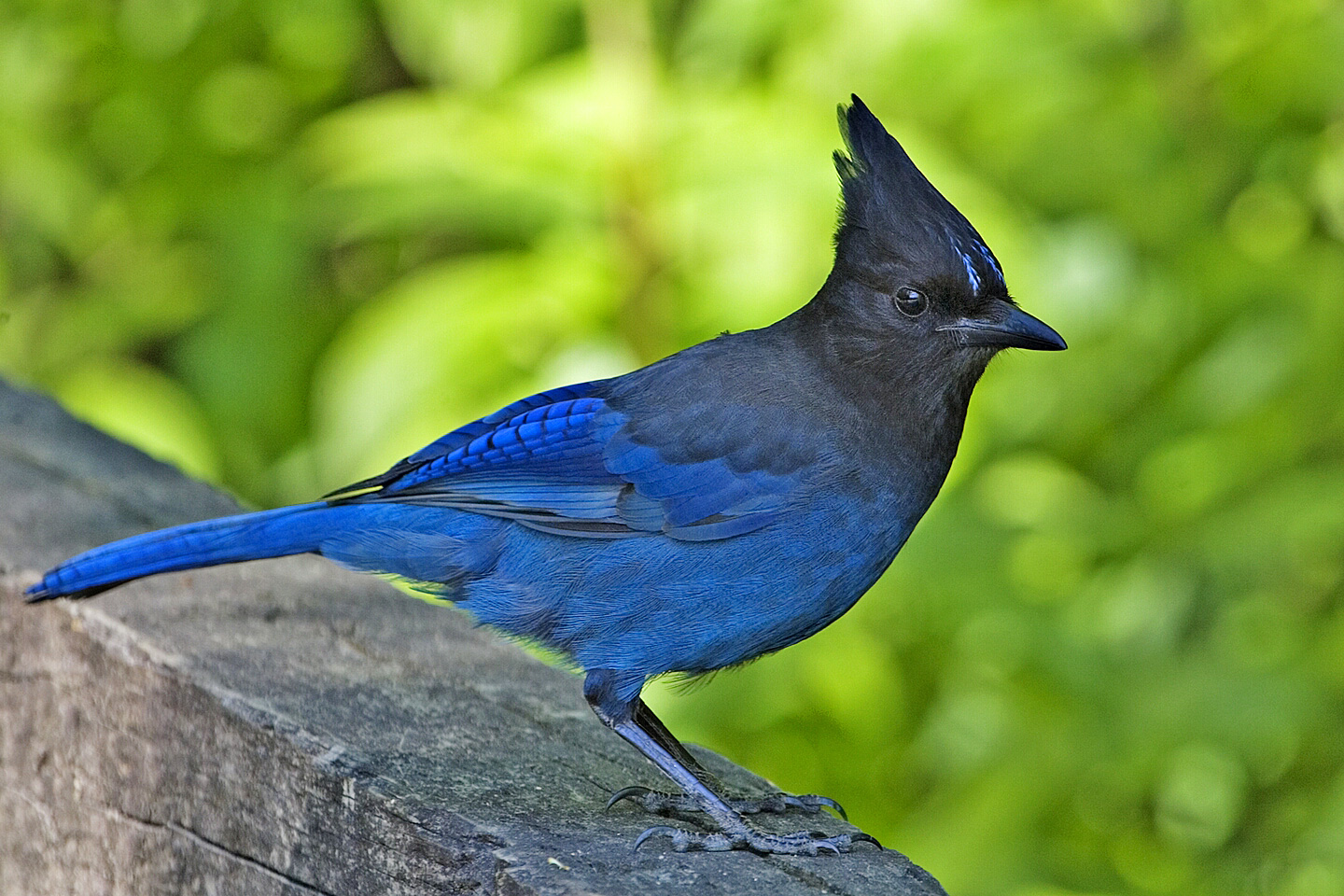
Un geai de Steller dans le parc régional de Campbell Valley (Alan D. Wilson, Nature's Pics)

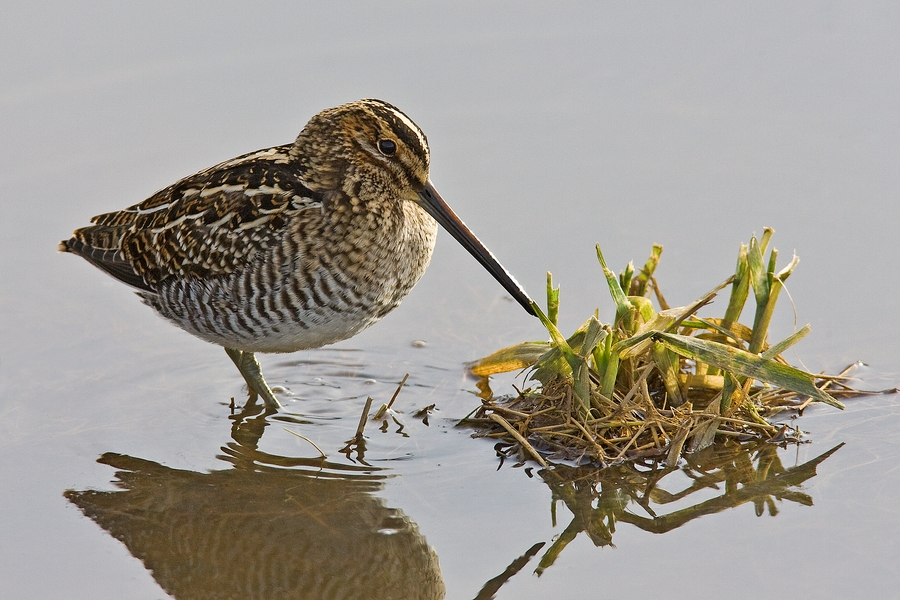
Une bécassine de Wilson à Richmond (Alan D. Wilson, 2008, Nature's Pics)

Plus de 300 espèces d'oiseaux se reproduisent chaque année en Colombie-Britannique, plus que dans n'importe quelle autre province du Canada. Et parmi ces espèces, on en dénombre 65 qui ne se reproduisent nulle part ailleurs au Canada. Pour certaines espèces, la province abrite même la majorité de la population mondiale. Pour ces raisons, la Colombie-Britannique joue un rôle primordal dans les efforts de sauvegarde des oiseaux du Canada.
La Colombie-Britannique se trouve sur une importante route migratoire, la Pacific Flyway.
Le geai de Steller, une des deux espèces de geais bleus, a été choisi comme emblème aviaire officiel de la Colombie-Britannique.
Principales familles d'oiseaux côtiers observées en Colombie-Britannique :
- Plongeons
- Grèbes
- Cormorans
- Hérons
- Sauvagine
- Limicoles (petits échassiers)
- Rapaces
- Goélands
- Alcidés

### Poissons de Colombie-Britannique
Un des poissons les plus emblématiques de la province est bien sûr le saumon du Pacifique dont cinq espèces sont indigènes du Canada : le saumon rose, le saumon kéta, le saumon rouge (ou saumon sockeye), le saumon coho (ou saumon argenté) et le saumon quinnat (aussi appelé saumon royal ou saumon chinook). Il s'agit de poissons anadromes (ils remontent de la mer vers les eaux douces pour frayer). Les saumons déposent leurs œufs dans des nids creusés dans le gravier des cours d'eau (parfois dans les lacs). Les jeunes saumons sont très vulnérables, ils ont besoin d'un gravier exempt de limon et bien oxygéné. L'eau doit être froide, propre et bien oxygénée.
Les saumons du Pacifique meurent dans les jours qui suivent la fraie. Leurs cadavres redescendent les rivières et en se décomposant ils chargent l'eau de matières nutritives contribuant ainsi au fonctionnement des écosystèmes d'eau douce. Les saumons constituent aussi une importante source de nourriture pour des oiseaux comme les aigles et les goélands, ainsi que pour des mammifères comme les ours et les loutres.

### Mammifères de Colombie-Britannique

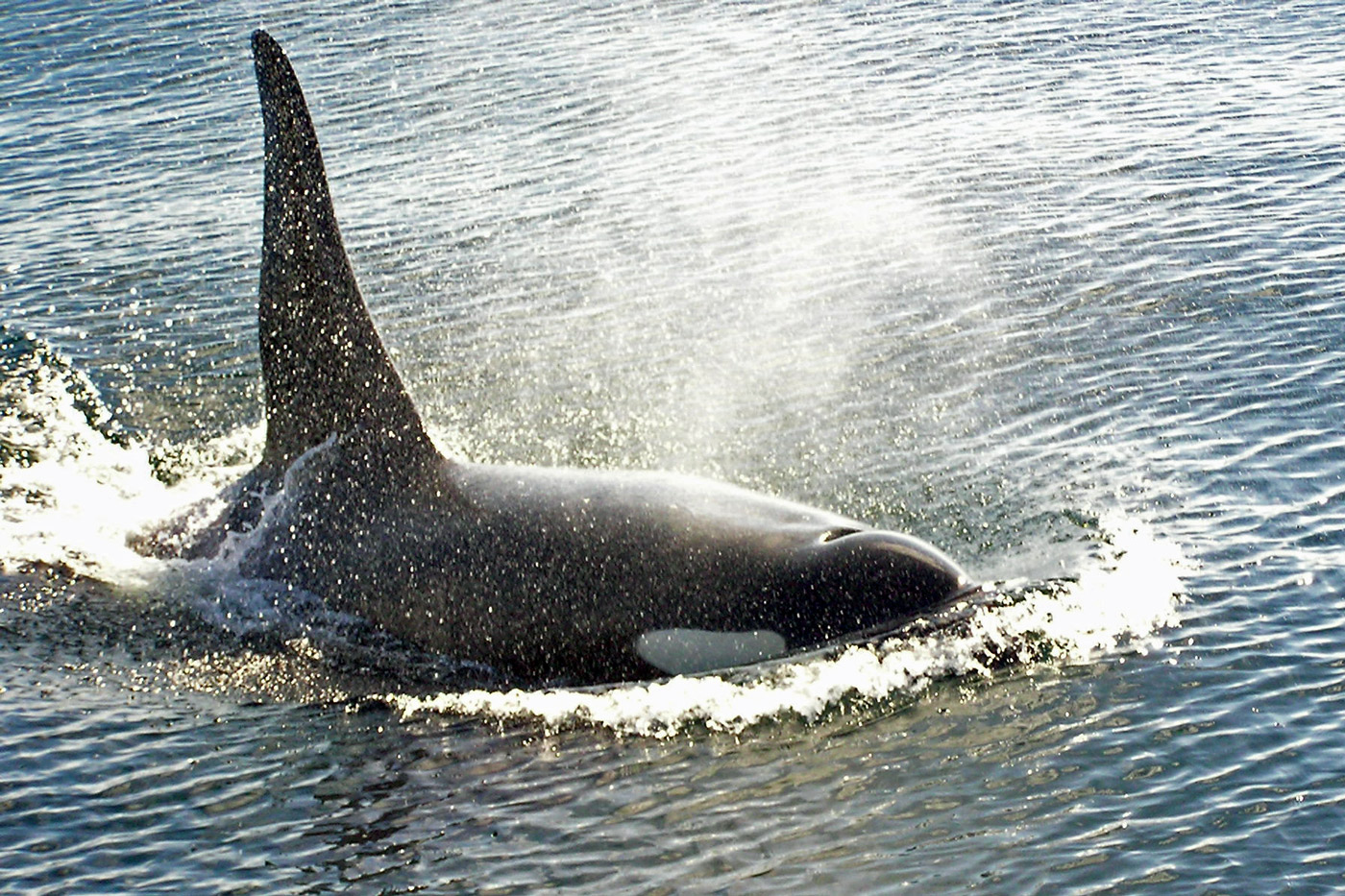
Une orque dans les eaux de Colombie-Britannique à proximité de Victoria.

- Ours

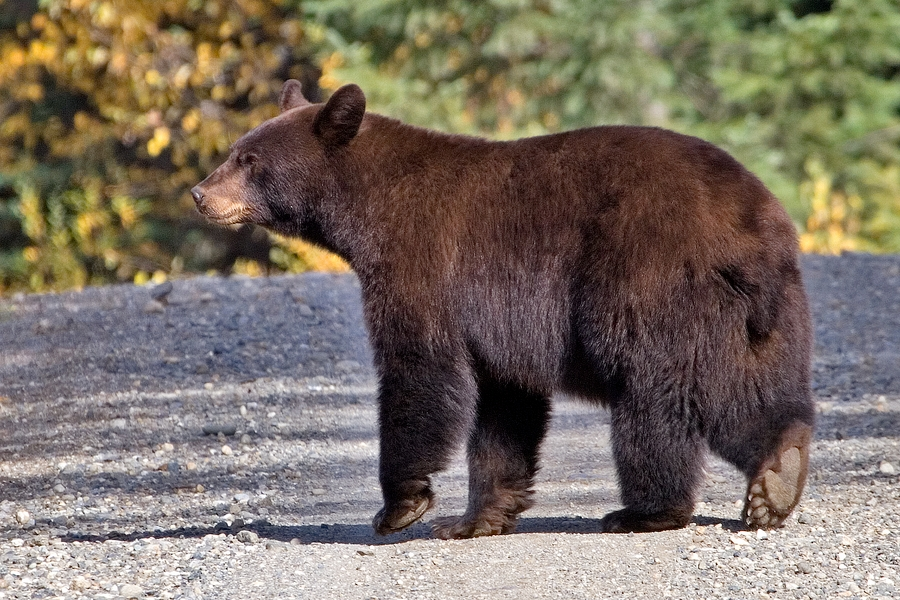
Un ours noir (femelle) sur la péninsule Horsefly à Quesnel Lake (Alan D. Wilson, septembre 2006, Nature's Pics)

L'ours est un animal symbolique de la Colombie-Britannique. L'ours noir y est très présent, on estime sa population entre 120 000 et 160 000 individus ; à noter l'existence d'une sous-espèce rare d'ours noir qui est propre à la province : l'ours Kermode (ou « ours esprit ») au pelage d'une couleur blanc crème et qui a été choisi comme emblème animal de la Colombie-Britannique.
La province abrite également une population d'ours bruns (« grizzlys ») estimée à 14 000 individus, soit près de la moitié de la population canadienne et le quart de la population américaine.
- Cervidés

Les cervidés sont très présents dans les forêts et les plateaux de la Colombie-Britannique, notamment le cerf à queue noire. Le renne (ou caribou) et l'élan (ou orignal) sont également présents, essentiellement dans le nord de la province. L'habitat des caribous occupaient historiquement les deux tiers de la Colombie-Britannique à l'est de la Chaîne Côtière. On estime leur nombre actuellement entre 16 000 et 18 000 individus et on estime qu'il était de 30 000 à 40 000 au début de la colonisation européenne. La Colombie-Britannique abrite la quasi-totalité de la population de l'écotype montagnard du caribou.
La plus grande harde de caribous de la province (2000 à 3000 animaux) se trouve sur le plateau Spatsizi dans le nord de la province.
- Caprins

La chèvre des montagnes Rocheuses et le mouflon de Dall sont deux animaux typiques de la Colombie-Britannique.
- Orques

Les orques (aussi appelées épaulards) sont très présentes sur les côtes de Colombie-Britannique. On estime leur nombre à plusieurs centaines. On peut ainsi facilement en observer aux environs de l'île de Vancouver et on en a même vus certaines dans les eaux du port de Vancouver.
Les orques de Colombie-Britannique sont réparties entre trois populations distinctes :
- une population résidente vivant en permanence à proximité des côtes,
- une population en transit qui peut se déplacer jusqu'en Alaska ou au Mexique,
- une population hauturière qui vit essentiellement au large.

La population résidente se nourrit essentiellement de poissons contrairement aux autres populations qui chassent les mammifères marins. Elle est elle-même divisée en deux collectivités séparées, une qui vit au large du nord de l’île de Vancouver et de la côte continentale de la province, l'autre qui vit au sud de l'île de Vancouver. La population du sud, moins nombreuse, est la plus en danger. Elle est notamment très dépendante des ressources en saumons chinook.

## Organisation administrative

### Ministère de l'Environnement
Le 16 juin 2005, Barry Penner a été nommé ministre de l'Environnement (Minister of Environment) et ministre responsable de l'Intendance de l'Eau et des Communautés Durables (Minister Responsible for Water Stewardship and Sustainable Communities).
Le ministère de l'Environnement (Ministry of Environment) est divisée en neuf directions régionales :
- Région de l'Île de Vancouver (Vancouver Island Region), cette région inclut une partie de la côte continentale entre les baies de Loughborough (Loughborough Inlet) au sud et Seymour (Seymour Inlet) au nord
- Région du Lower Mainland (Lower Mainland Region)
- Région de Thompson (Thompson Region)
- Région Kootenay (Kootenay Region)
- Région Cariboo (Cariboo Region)
- Région de la Skeena (Skeena Region)
- Région de l'Omineca (Omineca Region)
- Région de l'Okanagan (Okanagan Region)
- Région de la Paix (Peace Region)

Les directions régionales gèrent localement les services suivants :
- Parcs et aires protégées (Parks and Protected Areas Division)
- Intendance environnementale (Environmental Stewardship Division )
- Protection environnementale (Environmental Protection Division)
- Directeur de la conservation (Conservation Officer Service)
- Intendance de l'eau (Water Stewardship Division)

### Zones protégées
La Colombie-Britannique abritent sept des 42 parcs nationaux du Canada :
- Réserve de parc national Pacific Rim (Pacific Rim National Park Reserve)
- Réserve de parc national Îles-Gulf (Gulf Islands National Park Reserve)
- Réserve de parc national Gwaii Haanas et site du patrimoine Haida (Gwaii Haanas National Park Reserve and Haida Heritage Site)
- Parc national du Mont-Revelstoke (Mount Revelstoke National Park)
- Parc national des Glaciers (Glacier National Park)
- Parc national Yoho (Yoho National Park)
- Parc national Kootenay (Kootenay National Park)

Il existe également de nombreux parcs provinciaux, les plus grands sont Tweedsmuir (officiellement divisé en deux parcs : nord et sud), Tatshenshini et Spatsizi Plateau Wilderness.